# Pièce commémorative de 1 dollar américain Special Olympics
La pièce commémorative de 1 dollar américain Special Olympics est une pièce commémorative non circulante émise par la Monnaie des États-Unis en 1995 et frappée par les Monnaies de Philadelphie et de West Point.
Elle est autorisée par la loi 102-328 du 29 septembre 1994, qui prévoit l'émission d'une pièce commémorative pour célébrer les Jeux olympiques spéciaux de 1995, qui ont eu lieu au Connecticut et impliquent la participation de personnes ayant une déficience intellectuelle.

## Contexte
En 1962, Eunice Kennedy Shriver lance une initiative spéciale pour impliquer les jeunes ayant des handicaps intellectuels dans un camp d'été appelé « Camp Shriver ». Cela évolue pour devenir les Jeux olympiques spéciaux, un événement organisé pour la première fois à l'échelle internationale à Chicago, dans l'Illinois, en juillet 1968. Aujourd'hui, les Jeux olympiques spéciaux touchent la vie de plus de 4,7 millions de personnes dans 170 pays. Bien que les Jeux olympiques spéciaux favorisent la compétition entre leurs athlètes, ils remplissent également le rôle de renforcer la confiance de ceux qui y participent, les aidant ainsi à vivre pleinement, que ce soit sur le terrain de sport ou au-delà.

## Dessin

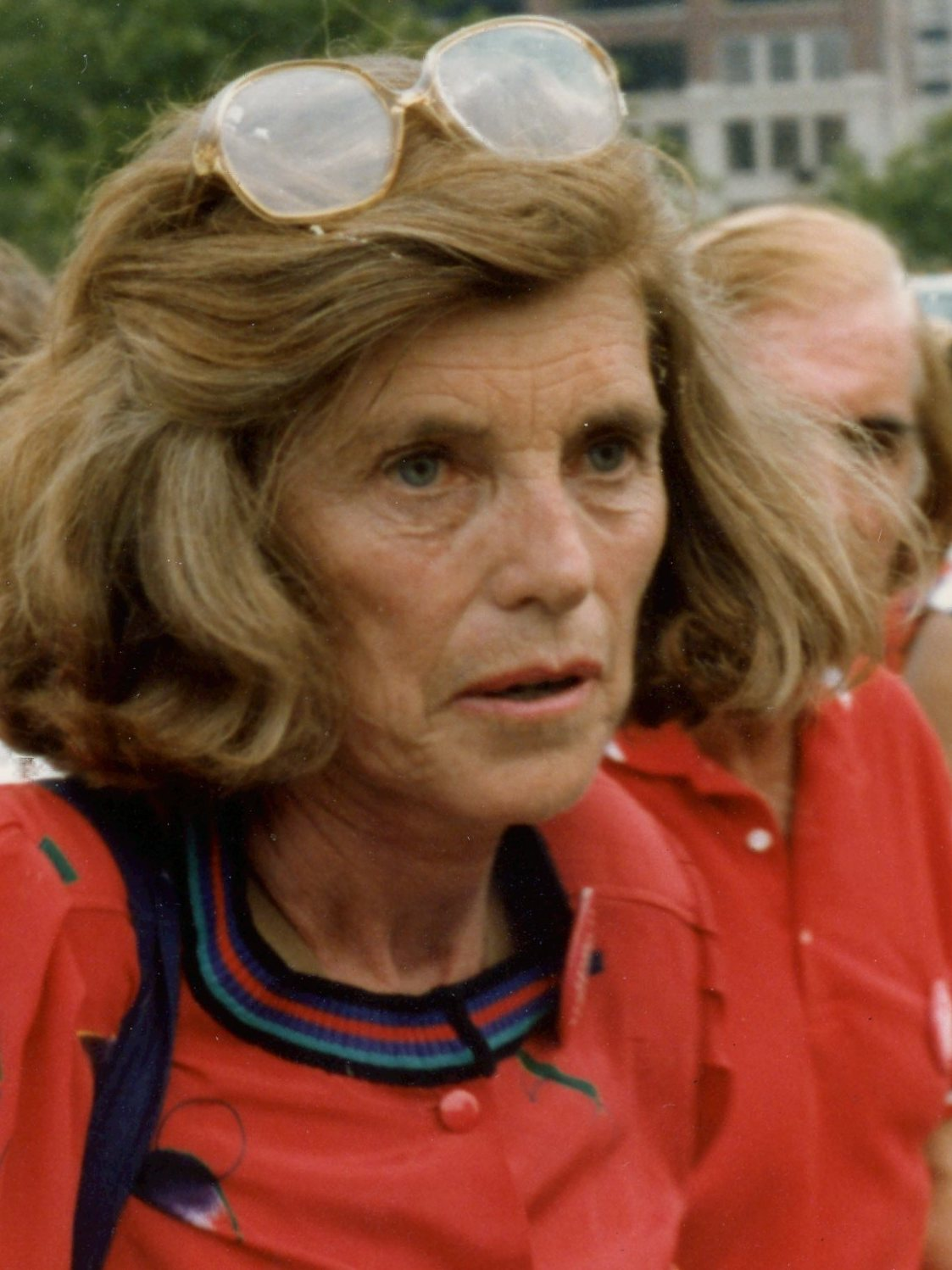
Eunice Kennedy Shriver, fondatrice des Jeux Olympiques spéciaux, en 1980

À l'avers de la pièce, œuvre de Jamie Wyeth, apparaît le portrait tourné vers la gauche de la philanthrope Eunice Kennedy Shriver en tant que fondatrice des Jeux olympiques spéciaux, entourée d'une légende faisant référence à ces jeux, ainsi que des devises IN GOD WE TRUST et LIBERTY, traditionnelles sur les pièces américaines,.
Kennedy Shriver est la première femme vivante à être représentée sur une pièce de monnaie américaine. Cependant, il existe une certaine controverse quant à l'exactitude de l'attribution en tant que fondatrice des Jeux olympiques spéciaux, car certains estiment que ce mérite revient davantage à une autre cofondatrice, Anne M. Burke. Ainsi, ils considèrent que la conception choisie pour cette pièce commémorative est incorrecte,. 
Le revers, créé par Thomas D. Rogers, est caractérisé par un design composé d'une rose, d'une des médailles olympiques décernées lors de ces Jeux, et d'une citation d'Eunice Kennedy Shriver reproduite en huit lignes : AS WE HOPE / FOR THE BEST IN / THEM, HOPE IS / REBORN IN US EUNICE / KENNEDY / SHRIVER, FOUNDER (Alors que nous espérons le meilleur d'eux, l'espoir renaît en nous. Eunice Kennedy Shriver, fondatrice). Cet ensemble est entouré d'une légende englobant le nom du pays, UNITED STATES OF AMERICA, la valeur faciale, ONE DOLLAR, et la devise E PLURIBUS UNUM,.

## Production et vente
La loi qui autorise l'émission de cette pièce commémorative prévoit une émission maximale de 800 000 exemplaires. Elle est produite à la Monnaie de West Point dans sa version brillant universel, tandis que la Monnaie de Philadelphie est chargée de frapper les pièces avec une finition belle épreuve, et l'émission est disponible à l'achat par la population à partir du 2 mai 1995,.
Sa production s'élève à 89 301 pièces dans sa version brillant universel et 351 764 dans la version avec finition belle épreuve, ce qui totalise 441 065 exemplaires. Certaines sources affirment qu'il y a un bienfaiteur d'entreprise qui achète un lot de 250 000 de ces pièces pour sauver l'émission des pertes financières et aussi du sentiment de honte en raison de la faible réception de la population envers une pièce solidaire. Par la suite, certaines de ces pièces sont également remises aux athlètes des Jeux olympiques spéciaux de 1998.
Ce dollar commémoratif est commercialisé au prix de 32 dollars en version brillant universel et 35 dollars en version belle épreuve. Conformément à la loi autorisant la pièce, le bénéfice tiré de sa vente est octroyé au Comité Organisateur des Jeux olympiques spéciaux pour financer les frais d'organisation des Jeux olympiques spéciaux de 1995,.